# Манол Михайлов
Манол Михайлов е български народен певец от Странджанския край.

## Биография
Манол Михайлов е роден на 28 февруари 1959 г. в село Граматиково, община Малко Търново. Основното си образование завършва в родното си село, а средното – в град Малко Търново. Висше образование завършва в Химическия факултет на СУ „Климент Охридски“. От 6-годишна възраст запява народни песни. В Малкотърновската гимназия основава битова група за автентични песни. На седмия окръжен събор „Странджа пее“ е удостоен със званието „Отличник“ (почетна грамота от събора надпяване). В София се среща с народната певица Магда Пушкарова, която става негова учителка. През 1980 г. са първите му записи в БНР със съпровод на Странджанската група. През 1983 г. записва две песни в завода за грамофонни плочи „Балкантон“, а от 1991 г. започва активна звукозаписна дейност в Българското национално радио. От 2001 г. до 2006 г. е водещ на предаването „От българско, по-българско“ на национална телевизия Скат, а от 2006 г. до 2009 г. е водещ на предаването „За България“ по телевизия „Херос“. Два пъти е носител на златен медал „Капитан Петко войвода“. Носител на златен медал от Съюза на независимите български писатели. Носител на Златна лира на Съюза от музикалните и танцови дейци. Носител на Плакет на министъра на културата проф. д-р Божидар Абрашев. Ст.н. с. д-р Михаил Букурещлиев издава книга за творческата дейност на Манол Михайлов. По-късно Манол Михайлов пише своя книга, озаглавена „Странджанската фолклорна песен“.
Записите му в БНР на музикален и словесен фолклор наброяват над 500.

## Дискография

### Малки плочи
- 1985 – „Странджански песни“ (SP, Балкантон – ВНК 3857)

### Студийни албуми
- 1991 – „Странджански песни“ (LP, Балкантон – ВНА 12724)
- 1993 – „Моето пеещо Граматиково“ (Студио „Странджански ритми“)
- 1996 – „Песни от Странджа“ (Бойко Кънев)
- 1997 – „Манол Михайлов и инструментална група „Балкана“ (MC, Бойко Кънев – 0555 – 4)
- „Народни песни“ – дует с Таня Величкова, I и II част
- 1998 – „Бисери от Странджа“ („Вананд“ ЕООД)
- 1995 – „Огънят на Велека“ (Унисон)
- 2001 – „Магията“ (Поли саунд)
- „Мъри Марийко“ (Стефкос мюзик)
- „От извора на Странджа“ – дуетен албум с Панайот Вълков (Сънрайз Маринов)
- 2006 – „Янка Рупкина, Балкан Транзит, Манол Михайлов“ (CD, Gega New – GD 311)
- 2007 – „Огнена Странджа“ (CD, Gega New – GD 367)

## Телевизионно–музикални филми
- „Моето пеещо Граматиково“ – сценарий: Мария Минчева, режисьор: Нушка Григорова, 1991 г.
- „Огънят на Велека“ – сценарий: Мария Минчева, режисьор: Марин Карамфилов, 1994 г.
- „Песента на Калиманата“ – сценарий: Мария Минчева, режисьор: Стилян Иванов, 1995 г.
- „Созополски рисунки“ – сценарий: Мария Минчева, режисьор: Нина Минкова, 1997 г.
- „Севда за песен“ – сценарий: Мария Минчева, режисьор: Нина Минкова, 1998 г.
- „Картини от Странджа“ – сценарий: Мария Минчева, режисьор: Стилян Иванов, 1998 г.
- „Омая“ – сценарий: Мария Минчева, режисьор: Нина Минкова, 1998 г.
- „Рецитал на Манол Михайлов“ – сценарий: Мария Минчева, режисьор: Нина Минкова, 1998 г.
- „Най-хубавото нещо“ – продукция на РТЦ „Варна“, 1999 г.
- „Небето на Велека“ – 6-сериен музикален филм, автор: Дико Фучеджиев, сценарий: Мария Минчева, режисьор: Нина Минкова, 2001 г., излъчван по телевизия „Скат“:
  - „Небето на Велека“ – първа серия;
  - „Реката“ – втора серия;
  - „Дъбравата“ – трета серия;
  - „Светиите“ – четвърта серия;
  - „Жената, която ходеше по небето“ – пета серия;
  - „Пролетни сокове“ – шеста серия.